# Dendronephthya hystricosa
Dendronephthya hystricosa is een zachte koraalsoort uit de familie Nephtheidae. De koraalsoort komt uit het geslacht Dendronephthya. Dendronephthya hystricosa werd in 1991 voor het eerst wetenschappelijk beschreven door Verseveldt & van Ofwegen. 